# The Bard’s Tale (Computerspiel)
The Bard’s Tale ist ein Action-Rollenspiel von inXile Entertainment aus dem Jahr 2004. Obwohl als Teil der gleichnamigen Serie von Interplay Entertainment betrachtet, besteht inhaltlich kein Bezug zu den Vorgängern. Stattdessen behandelt es gängige Rollenspielklischees auf parodistische Weise. Es erschien ursprünglich für PlayStation 2 und Xbox, später wurde es auf Windows, iOS, Mac OS, Linux und Android  portiert. Mit dem Untertitel Remastered and Resnarkled wurde es außerdem für PlayStation 4, PlayStation Vita, Xbox One und Nintendo Switch neuveröffentlicht.

## Handlung
Wie die Vorgänger orientiert sich das Spiel an der Mythologie der Orkney-Inseln und der historischen Siedlung Skara Brae. Der Spieler schlüpft in die Rolle eines Barden, der eine Prinzessin aus der Gewalt eines bösen Zauberers befreien soll. Während die Kinder der Spielwelt alle in dem Glauben, der Auserwählte zu sein, erzogen werden und reihenweise den Tod erleiden, weigert sich der Barde seine Heldenrolle zu akzeptieren und standesgemäß zu handeln. Stattdessen geht es ihm um Bezahlung und amouröse Geplänkel. Damit erregt er oft auch das Missfallen des Erzählers, der die Handlung kommentiert. Durch die Geplänkel zwischen Erzähler und Barden wird die vierte Wand regelmäßig durchbrochen. Ein weiteres Stilmittel in der Erzählung sind die Lieder, die wie im Karaoke zum Mitsingen untertitelt sind und inhaltlich humoristische Einwürfe zur Handlung abgeben. Im Sinne des Auftrags kämpft sich der Barde zur Befreiung der Prinzessin schließlich durch drei Türme, um am Ende zwischen drei Abspannvarianten (gut, böse, neutral) zu wählen.

## Spielprinzip
Der Spieler steuert seine Figur direkt aus einer Überblicksperspektive von leicht schräg oben. Der Barde besitzt sechs Attribute (Stärke, Geschicklichkeit, Vitalität, Glück, Rhythmus und Charisma), die seine Fähigkeiten bestimmen, und kann verschiedene Kampftalente im Bereich Nah- und Fernkampf erwerben. Zur Unterstützung kann er außerdem im Laufe des Spiels bis zu vier Begleiter aus einem Pool von 16 möglichen Kreaturen per magischem Lied herbeirufen, bspw. eine Ratte, ein Glühwürmchen, eine Elektro-Spinne, eine Hexe oder einen Krieger. Im Gegensatz zu Genrekonventionen sammelt die Spielfigur keine Unmengen an Gegenständen im Inventar, um sie im nächstgelegenen Ort zu verkaufen. Befindet sich unter den gefundenen Objekten ein besserer Ausrüstungsgegenstand, wird er automatisiert angelegt, alle anderen Objekte automatisch in Geld umgewandelt.

## Entwicklung
Die Ankündigung von The Bard’s Tale markierte die Rückkehr von Brian Fargo in die Spieleentwicklung, zwei Jahre nach seinem Ausscheiden bei Interplay Entertainment. Die ursprüngliche Reihe steht sinnbildlich für Interplays und damit Fargos erste Erfolge und Bedeutung in der Spielebranche. Eine Fortsetzung der ursprünglichen Trilogie bzw. ein offizieller vierter Teil war mit diesem Spiel jedoch nicht geplant. Unter anderem besaß inXile zu diesem Zeitpunkt keinerlei Rechte zu den Inhalten der ursprünglichen Spiele. Das neue Spiel sollte sich ausdrücklich an ältere Spieler richten. Als technische Grundlage wurde Snowblind Studios ursprünglich für Baldur’s Gare: Dark Alliance entwickelte Engine verwendet. Erst 2004 konnte sich inXile die Namensrechte sichern.
Für die Vertonung wurden im englischen Original Cary Elwes als Barde und Tony Jay als Erzähler verpflichtet. Im Deutschen spricht Oliver Kalkofe die Rolle des Barden.
In Europa sollte das Spiel zunächst über Acclaim erscheinen, wurde wegen der Insolvenz des Publishers dann jedoch von Ubisoft übernommen. 2012, im Zuge der Kickstarter-Kampagne zu Wasteland 2, wurde der iOS-Fassung von The Bard's Tale die Original-Trilogie als Update hinzugefügt. 2017, zum 15-jährigen Jubiläum des Entwicklerstudios veröffentlichte inXile eine überarbeitetes Remaster mit dem Untertitel Remastered and Resnarkled. Im August erschien sie überraschend digital für PlayStation 4 und PlayStation Vita, ab Oktober auch für PC. Digital erworbene PC-Versionen erhielten das Update kostenlos. Über Red Art Games erschien 2018 eine limitierte Auflage des Remasters auf Datenträger für PS4 (5.000 Exemplare) und PS Vita (3.000 Exemplare), 2019 noch einmal über Limited Run Games für PS4. 2020 erfolgte der Digitalrelease für Xbox One inkl. Game Pass und Nintendo Switch.

## Rezeption
Die Wertungen für das Spiel waren je nach Plattform und Veröffentlichungszeitpunkt wohlwollend bis gemischt.

„So, der Barde ist weg und sein Spiel beendet. Trotz einiger Längen und des geringen Umfangs war The Bard‘s Tale sehr amüsant und teils erfrischend anders. […] In den Genreklischees, die inXile schonungslos durch den Kakao zog, ist aber auch der Barde gelegentlich stecken geblieben, so dass unterm Strich zwar ein herrlich zynisches Rollenspielerlebnis strahlt, das rein spielerisch jedoch nicht so viele Akzente zu setzen vermochte wie erhofft und darüber hinaus ohne den sonst üblichen Koop-Modus auskommen muss.“